# Adam Galiński
Adam Galiński (ur. 24 grudnia 1866 w Wilnie, zm. 31 stycznia 1927 w Warszawie) – generał brygady Wojska Polskiego.

## Życiorys
urodził się 24 grudnia 1866 w Wilnie, w rodzinie Nikodema i Eweliny. Ukończył szkołę średnią w Piotrkowie. W armii rosyjskiej od 4 listopada 1882. Uczestnik wojny rosyjsko-japońskiej. 7 lipca 1907, na własną prośbę, został przeniesiony w stan spoczynku. 14 lipca 1914 został reaktywowany na czas wojny.
25 listopada 1918 został przyjęty do Wojska Polskiego z zatwierdzeniem posiadanego stopnia pułkownika ze starszeństwem z 15 listopada 1915 i przydzielony do Wojskowej Komisji Emerytalnej w Ministerstwie Spraw Wojskowych. 22 maja 1920 został zatwierdzony z dniem 1 kwietnia 1920 w stopniu pułkownika, w piechocie, w „grupie byłych Korpusów Wschodnich i byłej armii rosyjskiej”. W tym samym miesiącu został oddany do dyspozycji Oddziału V Naczelnego Dowództwa WP, „do rozporządzenia generała Jana Romera” w Winnicy, który wyznaczył go na stanowisko dowódcy Powiatu Etapowego Żytomierz. Od 6 do 20 czerwca 1920, z rozkazu dowódcy Okręgu Etapowego Równe pułkownika Lucjana Kopczyńskiego, był dowódcą Powiatu Etapowego Równe. 29 sierpnia 1920 został przeniesiony do Centralnej Stacji Zbornej Oficerów w Warszawie, a 14 października tego roku  do Centralnej Komisji Kontroli Stanów. 1 czerwca 1921 pełnił służbę w Centralnej Komisji Kontroli Stanów pozostając na ewidencji 21 pułku piechoty. Z dniem 1 listopada 1921 został przeniesiony w stan spoczynku. 26 października 1923 prezydent RP zatwierdził go w stopniu generała brygady. Osiadł w Warszawie, gdzie zaangażował się w działalność Pogotowia Patriotów Polskich. Zmarł 31 stycznia 1927 w Warszawie.

## Awanse
- podporucznik - 1886
- porucznik - 1890
- sztabskapitan - 1896
- kapitan - 1900
- podpułkownik - 1905
- pułkownik - ze starszeństwem z 15 listopada 1915